# خلل تكوين شبكي
خلل التكوين الشبكي مرض وراثي جسمي متنحي نادر يؤدي إلى نقص المناعة. يملك الأفراد المصابون بخلل التكوين الشبكي طفرات في كلتا النسختين من جين إيه كاي 2. تؤدي الطفرات في هذا الجين إلى غياب بروتين إيه كاي 2. يسمح هذا البروتين للخلايا الجذعية المكونة للدم بالتمايز والتكاثر. تنتج الخلايا الجذعية المكونة للدم خلايا الدم.
يتطلب تمايز الخلايا الجذعية المكونة للدم وتكاثرها الكثير من الطاقة وتعمل الميتوكوندريا على توفير هذه الطاقة. يتم تنظيم استقلاب الطاقة في الميتوكوندريا بواسطة بروتين إيه كاي 2. في حال وجود طفرة في هذا البروتين، هذا يعني أن استقلاب الميتوكوندريا غالبًا سيتغير ولن يكون قادرًا على توفير طاقة كافية للخلايا الجذعية المكونة للدم. نتيجةً لذلك، لن تكون الخلايا الجذعية المكونة للدم قادرة على التمايز أو النمو.
يتكون جهاز المناعة من خلايا متخصصة تعمل معًا لمحاربة البكتيريا والفطريات والفيروسات. تشمل هذه الخلايا الخلايا الليمفاوية التائية (الخلايا التائية)، التي تعد وسيطًا رئيسيًا في الجهاز المناعي، والخلايا الليمفاوية البائية (الخلايا البائية) والخلايا الفاتكة الطبيعية. يعاني المرضى المصابون بخلل التكوين الشبكي من خلل جيني يؤثر على الخلايا التائية ونوع آخر على الأقل من الخلايا المناعية. نظرًا لتأثر أكثر من نوع واحد من الخلايا المناعية، يُصنف هذا المرض ضمن أمراض عوز المناعة المشترك الشديد. بسبب ضعف الجهاز المناعي، يصبح المرضى عرضة لأنواع مختلفة من العدوى. بشكل عام، يعاني المرضى المشخصين بخلل التكوين الشبكي أيضًا من إنتان الدم البكتيري و/أو ذات الرئة البكتيرية. قُدر معدل الوقوع السنوي للمرض بـ 1/3,000,000-1/5,000,000 ويصيب الذكور والإناث على حد سواء.

## عوامل الخطر
- تتبع الحالة نمطًا وراثيًا جسميًا متنحيًا[13]
  - يجب أن يورّث الجين الطافر من كل من الأم والأب
  - يجب أن يكون لكل من الذكور والإناث تواتر متساوٍ في الوراثة

## التشخيص
يجب على المتخصصين الصحيين النظر في تاريخ الفرد وأعراضه بالإضافة إلى الفحص البدني والفحوص المخبرية من أجل تأكيد التشخيص. إذا أظهرت نتائج المريض مستويات منخفضة من الخلايا الليمفاوية أو عدم وجود الخلايا المحببة أو عدم وجود الغدة الزعترية، قد يُشتبه في أنه مصاب بخلل التكوين الشبكي.

## العلاج
يمكن علاج خلل التكوين الشبكي بشكل مؤقت من خلال زراعة الخلايا الجذعية المكونة للدم والعلاج بالسيتوكين.

### زراعة الخلايا الجذعية المكونة للدم
تؤخذ الخلايا الجذعية من نخاع العظام أو الدم المحيطي أو الحبل السري للمتبرعين الأصحاء المتطابقين. تتضمن زراعة الخلايا الجذعية المكونة للدم التسريب الوريدي للخلايا الجذعية للمرضى الذين لديهم إما عيب في نخاع عظام أو تلف في الجهاز المناعي. تعد الزراعة عملية بسيطة. يتم تسريب منتج نخاع العظام عبر وريد مركزي على مدى عدة ساعات. تكون الخلايا المكونة للدم قادرة على الانتقال إلى نخاع العظام من خلال آليات التتبع. بعد ذلك، يصبح لدى المرضى الذين يعانون من خلل التكوين الشبكي المزيد من الخلايا الجذعية التي يمكن أن تتمايز إلى خلايا مناعية.

### العلاج بالسيتوكين
يمكن استخدام العامل المنبه لمستعمرات المحببات والبلاعم المعاد التركيب كعلاج مؤقت. يحفز هذا العامل إنتاج خلايا الدم البيضاء. يستخدم هذا العلاج بشكل شائع لدى المرضى الذين ينتظرون إمكانية إجراء زراعة نخاع العظم. يمكن أن تختلف الاستجابة لهذا العلاج. قد لا يستجيب الذين يعانون من عوز المناعة المشترك الأكثر حدة لهذا العلاج.